# Bayapo Ndori
Bayapo Ndori (20 giugno 1999) è un velocista botswano.
Il 6 aprile 2022, stabilisce il suo primato personale con 44"88 a Potchefstroom.

## Palmarès
| Anno | Manifestazione          | Sede         | Evento        | Risultato  | Prestazione | Note                                     |
| ---- | ----------------------- | ------------ | ------------- | ---------- | ----------- | ---------------------------------------- |
| 2021 | World Relays            | Chorzów      | 4×400 m mista | Batteria   | 3'20"97     | Miglior prestazione personale            |
| 2021 | Giochi olimpici         | Tokyo        | 4×400 m       | Bronzo     | 2'57"27     | Record africano                          |
| 2022 | Campionati africani     | Saint Pierre | 400 m piani   | Argento    | 45"35       |                                          |
| 2022 | Campionati africani     | Saint Pierre | 4×400 m       | Oro        | 3'04"27     |                                          |
| 2022 | Mondiali                | Eugene       | 400 m piani   | 6º         | 45"29       |                                          |
| 2022 | Mondiali                | Eugene       | 4×400 m       | 6º         | 3'00"14     | Miglior prestazione personale stagionale |
| 2022 | Giochi del Commonwealth | Birmingham   | 4×400 m       | Argento    | 3'01"85     |                                          |
| 2023 | Mondiali                | Budapest     | 400 m piani   | Semifinale | dnf         |                                          |
| 2024 | Giochi panafricani      | Accra        | 4x400 m       | Argento    | 2'59"32     |                                          |
| 2024 | Giochi panafricani      | Accra        | 4x400 m mista | Argento    | 3'13"99     | Record nazionale                         |
| 2024 | World Relays            | Nassau       | 4x400 m       | Oro        | 2'59"11     |                                          |
| 2024 | Campionati africani     | Douala       | 4x400 m mista | Bronzo     | 3'15"93     |                                          |
| 2024 | Giochi olimpici         | Parigi       | 400 m piani   | Semifinale | 44"43       |                                          |
| 2024 | Giochi olimpici         | Parigi       | 4×400 m       | Argento    | 2'54"53     | Record africano                          |